# Ovadia Yosef
Ovadia Yosef (en hebreo: עובדיה יוסף‎)  (Bagdad, Imperio otomano, 23 de septiembre de 1920 - Jerusalén, 7 de octubre de 2013) fue el Gran Rabino Sefardí del Estado de Israel entre los años 1973 y 1983, una de las autoridades de la ley judía (la halajá) más reconocidas de los últimos tiempos y la más importante e influyente del judaísmo sefaradí del siglo XX. Mediante sus obras, revolucionó y reorganizó el sistema de la halajá, lo que significó el comienzo de una nueva era en el ámbito de la legislación judía, especialmente en la legislación sefaradí. Fue también el líder religioso del partido político Shas desde la década de 1980. Mediante toda su carrera rabínica y política generó una significativa revolución social y religiosa: el resurgimiento del judaísmo sefaradí observante y la recuperación de su prestigio. Fue autor de más de 50 libros en materia halájica y galardonado en 1970 con el Premio Israel.

## Biografía
Ovadia Yosef nació en Bagdad, y se mudó cuatro años más tarde a Jerusalén. De joven, estudió en la yeshivá superior Porat Yosef del rabino Esra Attie. El Gran Rabino Sefardí Ben-Zion Meir Hai Uziel le otorga el título de rabino a la edad de 20 años.
En 1942 es invitado a Egipto por el Rabí Aharon Choueka para servir de rabino en la yeshivá A'hava Ve'Ahva (Amor y Amistad) y como presidente del bet din (corte rabínica) de El Cairo. Tras pasar tres años allí, el Rav Yosef regresa a Palestina y sirve en las batei din de Petaj Tikva y más tarde de Jerusalén.
En 1968 le otorgan el título de Gran Rabino de Tel Aviv, y en 1973 se le nombra Rishon Letzion, Gran Rabino Sefardí de Israel. Ese mismo año, y después de investigar el caso, se pronuncia a favor de reconocer como judíos a los falashas de Etiopía, después de pasar por una leve conversión y considerándolos descendientes de las tribus perdidas de Israel.
Falleció el 7 de octubre de 2013 en el Hospital Hadassah Ein Karem de Jerusalén, a los 93 años.

### Carrera legal y rabínica
El rabí había designado al Tribunal Rabínico Superior de Apelaciones en Jerusalén, y más tarde ejerció como Gran Rabino de Tel Aviv en 1968. El Rab sirvió en aquel puesto hasta 1973, cuando fue elegido como el Rishon Letzion en lugar del Rab Yizjak Nissim. El rápido ascenso de Ovadia Yosef es debido a su reputación y habilidad como un ilui (prodigio) en el Talmud y además posek (árbitro) de la halajá. A una edad temprana, el Rab Yosef había memorizado tomos enteros del Talmud. En el mundo de la halajá sefardí (sistema separado de la halajá ashkenazí), el Rab Yosef y su colega el Rab Mordechai Eliyahu son los poskim más reconocidos, si bien Rab Yosef es más conocido que el Rab Eliyahu.

### Como el Rishon Letzion
El Rab Yosef llegó al puesto de Rishon Letzion como un desamparado, y era conocido como una persona tímida, no obstante, buen maestro de clases talmúdicas. El puesto de Gran Rabino Sefardí de Israel no es muy prestigioso en las comunidades jaredíes, especialmente los ashkenazíes, y la autoridad legal superior está en las manos de los líderes mitnagdíes o jasidíes, como el difunto Rab Elazar Shach. Pero enemistades en las comunidades ashkenazíes causaron en 1973 la elección del Rabino Shlomo Goren como Gran Rabino Ashkenazí. El Rab Goren fue desconfiado entre los círculos jaredíes por su sionismo flagrante y tendencias liberales. El Rab Yosef había sido elegido además como el equivalente sefardí de Rab Goren para no causar la impresión de que el Rabinato israelí era demasiado liberal y sionista, y guardar el equilibrio en aquella institución. Mientras que Rab Goren fue una persona con mucha actividad política en aquellos tiempos, hasta entonces Rab Yosef no había tenido ningún interés en los asuntos políticos de Israel, forjándose así un carácter neutral.

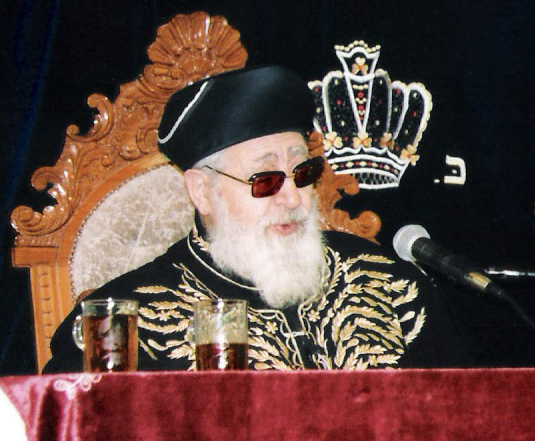
Rav Ovadia Yosef.

### Relaciones entre los rabinos Goren y Yosef
Al inicio de su mandato, el impacto mediático de Goren fue superior debido a su servicio como primer Gran Rabino de las FDI. El Rab Yosef carecía, sin embargo, de esta cobertura mediática, aunque sus libros de halajá fueron muy bien recibidos en los medios jaredíes por simplificar el aprendizaje de la ley judía, como se explica en la obra Shulján Aruj del Rav Yosef Caro. Sus libros de preguntas y soluciones Yabia Omer, Jazón Ovadia (Visión de Ovadia) y Yejave Da'at (Dirá Juicio) entre otros, son las obras más reverenciadas de la ley judía sefardí del Siglo XX. A pesar de ello, Rab Yosef se sentía a veces ignorado en su magistratura en tanto que su equivalente ashkenazí Rav Goren atraía la atención mediática al dar su apoyo a los asentamientos en Cisjordania y la Franja de Gaza, así como al apoyar la entrada de peregrinos judíos en la Explanada de las Mezquitas, entrada que fue rechazada por Rab Yosef por la impureza legal de los peregrinos.
En los años 1980, dirige la escisión de los Sefardíes del partido Agudat Israel (junto al rabí Shach), escisión que originará el potente partido religioso sefardí de Israel, el Shas. Ovadia Yosef fue hasta su muerte su principal líder espiritual.
Entre sus partidarios, el Rab Ovadia Yosef fue famoso por su fantástica memoria y su conocimiento de todas las fuentes de la halajá a través de los siglos. Para muchos sefardíes religiosos en Israel y en el mundo, el Rab tenía, pues, extraordinarias facultades, que otorgaban un peso importante a sus decisiones rabínicas. En éstas, el Rab citaba a veces cientos de obras de halajá para apoyar sus posiciones.
El Rabí Ovadia Yosef escribió muchas obras y en especial tres Responsa: Yéh'avé Daat , Hazon Ovadia y Yabiya Omer.
Su hijo Yaakov Yosef, también rabino, es el autor de una serie de libros que tratan de todos los terrenos de la halajá según las directivas y las decisiones rabínicas de su padre.

## Visión y revolución halájica
Su método consistía en el estudio y la cita de todas las fuentes posibles, en la determinación de la halajá basándose en un sistema legislativo claro y definido, y en la presentación del dictamen de forma comprensible y accesible para todo lector.

### Independencia sefaradí de la hegemonía halájica ashkenazí
La tradición halájica de los judíos provenientes del mundo árabe, la tradición halájica sefaradí, está sustentada principalmente en la tradición del talmud babilónico, los Gueonim, el rabino Itzjak Alfasi y Maimónides, la cual está reflejada en el código halájico del rabino Yosef Karo, el Shulján Aruj. Por otro lado, la tradición halájica de los judíos provenientes de Europa central y oriental, la tradición halájica ashkenazí, está sustentada principalmente en la costumbre antigua de Ashkenaz (las comunidades norte de Francia y Alemania del siglo X) y los desarrollos halájicos de los Tosafot, la cual está reflejada en las glosas del rabino Moshé Isserles al Shuljan Aruj. 
La inmigración masiva de judíos provenientes de distintas partes del mundo al Estado de Israel, en especial tras su fundación, implicó un fuerte choque de estas dos tradiciones milenarias. Los tribunales rabínicos oficiales del país estaban en la práctica manejados principalmente por rabinos ashkenazíes quienes no siempre consideraban la tradición halájica sefaradí. En 1950, en una convención general de todos los tribunales rabínicos oficiales de Israel, se establecieron las normas a seguir en más de 100 puntos dónde las distintas tradiciones diferían entre sí, sobre las cuales firmaron el Gran Rabino ashkenazí Itzjak Halevi Herzog y el Gran Rabino Sefaradí Ben Tzión Meir Jai Uziel. En todos los puntos establecidos, sin excepción, se estableció de acuerdo con la tradición ashkenazí. Desde sus comienzos como rabino oficial de Israel, el rabino Ovadia Yosef luchó contra la hegemonía rabínica ashkenazí con el fin de establecer la tradición halájica sefaradí a la par de la askenazí, objetivo que con el tiempo logró su oficialización en los tribunales rabínicos del Estado de Israel.

### Unificación del mundo sefardita bajo las normas del rabino Yosef Karo
La inmigración masiva de judíos provenientes del mundo árabe al Estado de Israel, en especial tras su fundación, implicó un gran desorden halájico en las comunidades sefardíes de Israel, las cuales estaban compuestas por judíos de distintos orígenes (iraníes, iraquíes, sirios, turcos, egipcios, tunecinos, marroquíes, etc.) quienes venían cada uno con distintas tradiciones halájicas, lo que imposibilitaba la coexistencia armoniosa y ordenada dentro de las mismas comunidades. El rabino Ovadia Yosef, tras un estudio profundo y extenso, llegó a la conclusión que el factor común de las comunidades sefardíes era que, a grandes rasgos, se conducían de acuerdo con las normas del rabino Yosef Karo autor del Shulján Aruj, a pesar de que diferían entre sí en ciertas leyes. Su hijo el rabino Itzjak Yosef, Gran Rabino actual del Estado de Israel, cita en orden cronológico a más de 130 rabinos de distintas comunidades sefardíes de los últimos 400 años que afirmaron que en sus comunidades se conducían según los dictámenes del rabino Yosef Karo. Además de esto, sostenía que en la tierra de Israel la autoridad del rabino Yosef Karo era aún mayor por ser él, en su momento, la autoridad hálajica aceptada. En estas circunstancias, estableció que todos los sefardíes radicados en Israel debían seguir las posturas del rabino Yosef Karo según como fueron aceptadas en las comunidades sefardíes originales de Israel.

### Sistematización legislativa
La cantidad variada de opiniones y costumbres distintas sobre cada ley halájica en particular, llevó a muchos legisladores rabínicos a optar por la difícil tarea de dictaminar principalmente siguiendo las posturas halájicas más razonables y coherentes a su entender, e inclusive con base en especulaciones analíticas complejas y desarrollando conceptos abstractos sofisticados que no se deducen de la interpretación simple y literal de las fuentes. A diferencia de esta postura y siguiendo la tradición rabínica sefaradí, el rabino Ovadia Yosef desarrolló un sistema de reglamentación definido, a priori, el cual indica las posiciones a seguir en caso de que se presenten discusiones o dilemas legales, optando por una lectura de las fuentes bien precisa y entendida, pero más aferrada a su sentido literal y concreto. Tras una investigación extensa y una erudición halájica sin precedentes, estableció las jerarquías legales dándole predominio a ciertas autoridades halájicas por sobre otras, estableció la inclinación de los dictámenes dependiendo tanto de la fuente legal de la ley en cuestión, sea bíblica, rabínica o basada en una costumbre, como de la situación, sea imperiosa como no. Si bien estableció la autoridad general del rabino Yosef Karo, también esclareció las excepciones a esta regla y la forma de dictaminar en el caso de que el mismo rabino Yosef Karo cite dos opiniones. Su sistema halájico permitió a los rabinos que le siguieron poder abordar cuestiones halájicas con más facilidad, estudiando las fuentes legales a partir de un sistema de reglamentación a priori y llegando a la determinación de los dictámenes de forma más clara y precisa. Su hijo, el rabino Itzjak Yosef, recopiló y ordenó en su libro “En Itzjak” todas las reglas del sistema legislativo desarrolladas en las distintas obras de su padre, aportando con más fuentes y estudios relacionados.

### Legislación enciclopédica
A lo largo de la diáspora judía post-talmúdica, rabinos de distintas ciudades y épocas fueron escribiendo y publicando los desarrollos de sus dictámenes halájicos principalmente en forma de responsa. La enorme cantidad de responsas publicadas a través de los siglos imposibilitó al legislador rabínico contemporáneo acceder con facilidad a dichas fuentes en el caso de que traten de su tema en cuestión. Asimismo muchos autores fueron siendo olvidados con el correr de los siglos. Esta situación provocó que los legisladores contemporáneos terminaran limitándose solamente al estudio de las fuentes clásicas y más conocidas. El rabino Ovadia Yosef, siguiendo la tradición halájica sefaradí, sostenía que el legislador rabínico debía investigar en todas las fuentes halájicas posibles, desde las más antiguas hasta las más recientes, y no limitarse al entendimiento personal de las fuentes primarias. Dotado con una memoria prodigiosa, estudió todas las responsas halájicas publicadas hasta su época que estaban a su alcance y citó sus opiniones de forma ordenada y clara dentro de sus propios libros halájicos, dejándolas de esta manera accesibles a todo estudiante rabínico contemporáneo, enfocado en las cuestiones halájicas del mundo moderno. La enorme cantidad de citas a diferentes responsas y fuentes rabínicas en sus estudios halájicos, no tiene precedentes en la historia de la jurisprudencia rabínica. Sumado a este gran aporte, de esta manera el rabino Ovadia Yosef trajo a grandes figuras rabínicas al diálogo halájico mundial, en especial importantes rabinos sefaradíes, que hasta su momento no eran tan conocidos por la comunidad rabínica en general.

### Legislación permisiva e inclusiva
A diferencia de muchos legisladores rabínicos que sus fallos están destinados a las comunidades estrictamente observantes, el rabino Ovadia Yosef destinaba sus fallos a la comunidad judía en general. Además, a diferencia de la línea rabínica que no se atreve a ser permisiva en casos halájicos delicados y complejos, el rabino Ovadia Yosef encaraba dichos casos con todo el coraje y no temía ser permisivo mientras sus estudios lo hayan llevado a esa conclusión. Siguiendo esta línea, sostenía que hay que facilitar el cumplimiento de la halajá al público en general y buscar la forma de ser más permisivo e inclusivo, siempre que las fuentes halájicas lo sustenten. Consideró que a diferencia de las comunidades judías tradicionales, para los judíos del mundo moderno la observancia religiosa ya no es de hecho una obviedad dada por sentada, sino un producto de la elección personal. Asimismo, sostenía que el legislador rabínico debe ser consciente de las necesidades físicas, económicas y psicológicas de sus destinatarios antes de dictaminar y que debe, en lo posible, tratar encontrar la forma de permitir en los casos que la situación lo requiera. Esto no significa una reforma de la halajá, sino la búsqueda de una postura permisible bien basada y sustentable halájicamente, dentro del propio marco de la jurisprudencia rabínica.

### Disminución de las influencias místicas
Varias comunidades y rabinos sefaradíes fueron adoptando a través de las generaciones posturas halájicas provenientes de la kabalá (mística judía), en especial basadas en las enseñanzas del rabino Isaac Luria, considerándolo indiscutible inclusive frente a las posturas del rabino Karo. El rabino Ovadia Yosef frenó esta tendencia, y estableció que la halajá se establece principalmente a través de la interpretación racional de lo establecido en el talmud y los poskim (legisladores rabínicos). Según su visión, la interpretación racional es la que tiene el predominio dentro de la legislación judía y  no la interpretación mística.

### Objetivo principal de los estudio religiosos: la práctica correcta de los mandamientos
En el ámbito rabínico hay distintos enfoques respecto a los estudios religiosos. Por un lado, en las escuelas talmúdicas de origen lituano - las más populares de hoy en día - el estudio está enfocado principalmente en la investigación talmúdica en sí misma, sin ninguna intención de llegar a conclusiones prácticas para el cumplimiento de los mandamientos. En estas escuelas, el ideal es que el alumno desarrolle por sí mismo nuevos conceptos interpretativos de la ley judía, no necesariamente ligados a la práctica religiosa cotidiana. Por otro lado, dentro de las corrientes más místicas y jasídicas, el estudio es visto principalmente como un medio de elevación espiritual - del individuo y del mundo - y de trascendencia existencial. En estas escuelas, el alumno ideal es aquel que logra conectarse con la divinidad que hay detrás de los textos sagrados, llenándose a sí mismo y a su alrededor de santidad. A diferencia de estos dos enfoques, el rabino Ovadia Yosef consideraba que el estudio religioso debía enfocarse principalmente como un medio funcional para saber cómo llevar a cabo correctamente la práctica religiosa. Según su visión educativa, el alumno ideal es aquel que llega al nivel de solucionar independienteme cuestiones halájicas que presenta la vida cotidiana, ofreciendo su propio fallo halajico. Desde su juventud exhortó constantemente sobre este enfoque, tanto a los alumnos de las academias rabínicas como al público en general.

## Controversias
La organización judía Anti-Defamation League (ADL) denunció y condenó comentarios realizados por el rabino Ovadia Yosef ya que "contribuyen a crear un clima de odio y una tendencia global de intolerancia."
En un sermón de octubre de 2010 dirigido a las comunidades judías de todo el mundo, Ovadia Yosef señaló «"los gentiles nacieron sólo para servirnos. Si no, no tendrían lugar en el mundo, sólo servir al pueblo de Israel." "¿Para qué sirven los gentiles? Trabajarán, ararán las tierras y recogerán los frutos. Nosotros nos sentaremos como un efendi y comeremos." "Dios dará longevidad a los gentiles. ¿Por qué? Imaginad que se muere el burro de alguien, perdería su dinero."»
Inmediatamente, Abraham H. Foxman, director nacional de la ADL, condenó las palabras del rabino, declarando que «Es inquietante ver a cualquier líder religioso, y en particular al rabino Ovadia Yosef, utilizando su podio para predicar ideas tan llenas de odio y división. Sus palabras resuenan mucho más allá de los muros de su congregación y contribuyen a crear una atmósfera de odio y una tendencia global de intolerancia. En un mundo donde la intolerancia y el prejuicio son frecuentes, es especialmente importante que los líderes religiosos usen su influencia para enseñar respeto y aceptación.»
En otro sermón de agosto del mismo año dijo «Que todos los malvados que odian a Israel, como Abu Mazen y todos los palestinos desaparezcan de la Tierra.» Enseguida, el primer ministro de Israel se apartaba de la controvertida declaración de Ovadia, aclarando a través de un comunicado oficial que la desafortunada diatriba «no representa las posturas del Ejecutivo Israelí, ni de su jefe.»